# 尼姆罗德群岛
尼姆羅德群島（Nimrod Islands）是由「尼姆羅德」號的船長艾勒貝克（Elibeck）在1828年首次回報的一群島嶼，當他的船從雪梨港出航並在合恩角附近時發現。他們回報該島位於道格提岛之西，翡翠島之東，大約在56°S 158°W / 56°S 158°W之處。
探險家約翰·比斯科，在1831年的南冰洋遠征中，乘雙桅帆船「圖拉（Tula）」號尋找尼姆羅德群島，但未成功。約翰·金恩·戴維斯乘尼姆羅德號跟隨歐內斯特·沙克爾頓在1909年6月著名的大英帝國橫越南極遠征到達南冰洋尋找該地點，以及挪威籍船隻「挪威號（Norwegian）」，由拉爾斯·克里斯滕森在1930年的再次搜索，皆沒有成果。磁力調查船「卡內基號（Carnegie）」船長J.P.奧爾特（J.P. Ault）在1915年12月試圖接近該地點，但受天候影響而卻步。

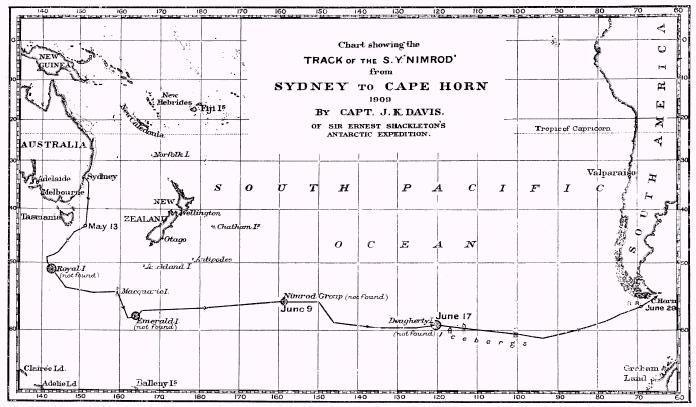
1909年對尼姆羅德群島及其他幽靈島的搜索